# Union nationale camerounaise
L'Union nationale camerounaise (UNC en anglais : Cameroonian National Union, CNU) est un parti politique camerounais fondé en 1966 par le président du Cameroun, Ahmadou Ahidjo, et qui dirigea le pays en tant que parti unique.

## Historique
L'Union nationale camerounaise a été fondée en 1966, par Ahmadou Ahidjo, qui devint le premier président du Cameroun, après la décolonisation de l'Empire colonial français par le général de Gaulle.
L'UNC est avant tout un instrument visant à consolider le pouvoir d'Ahmadou Ahidjo et ne présente pas d'idéologie particulière, sinon l'anticommunisme. Au début des années 1960, ses représentants parcourent le sud du Cameroun pour faire adhérer les notables, les membres de l'administration et les personnalités politiques locales. Auparavant, le gouvernement d'Ahidjo reposait sur le soutien, outre celui de la France, des élites musulmanes du nord.
LUNC est désignée par ses ennemis comme un parti fasciste, son principal « idéologue », Kamé Samuel, n'hésitant à citer Hitler et Goebbels ou à se référer avec enthousiasme aux « Jeunesses nazi » et aux « organisations de l'UNR pendant le coup de force militaire à Alger ». L'ambassadeur français au Cameroun, Jean-Pierre Bénard, dans un rapport adressé à sa hiérarchie, reconnait que « M.Kamé ne cache pas ses préférences pour une politique de style fasciste ». C'est également l'opinion de Paul Audat, administrateur colonial qui fut proche de Kamé / « c'est un étudiant qui est devenu fasciste. Un fasciste monopartiste, partisan du pouvoir absolu du chef de l’État, qui était toujours très virulent contre l'UPC. »  
Par la suite, les Jeunesses de l'Union camerounaise, créées en 1960, prendront en partie la forme de milices armées.
En 1966, l'Union camerounaise (UC) devient l'Union nationale camerounaise (UNC) et est institutionnalisée comme parti unique. L’adhésion au parti est payante mais permet de bénéficier de quelques avantages. Au contraire, les non-adhérents s'exposent à certains désagréments (tracasseries aux nombreux contrôles routiers ou dans les administrations). Les fonctionnaires ont pour obligation d’adhérer au parti.

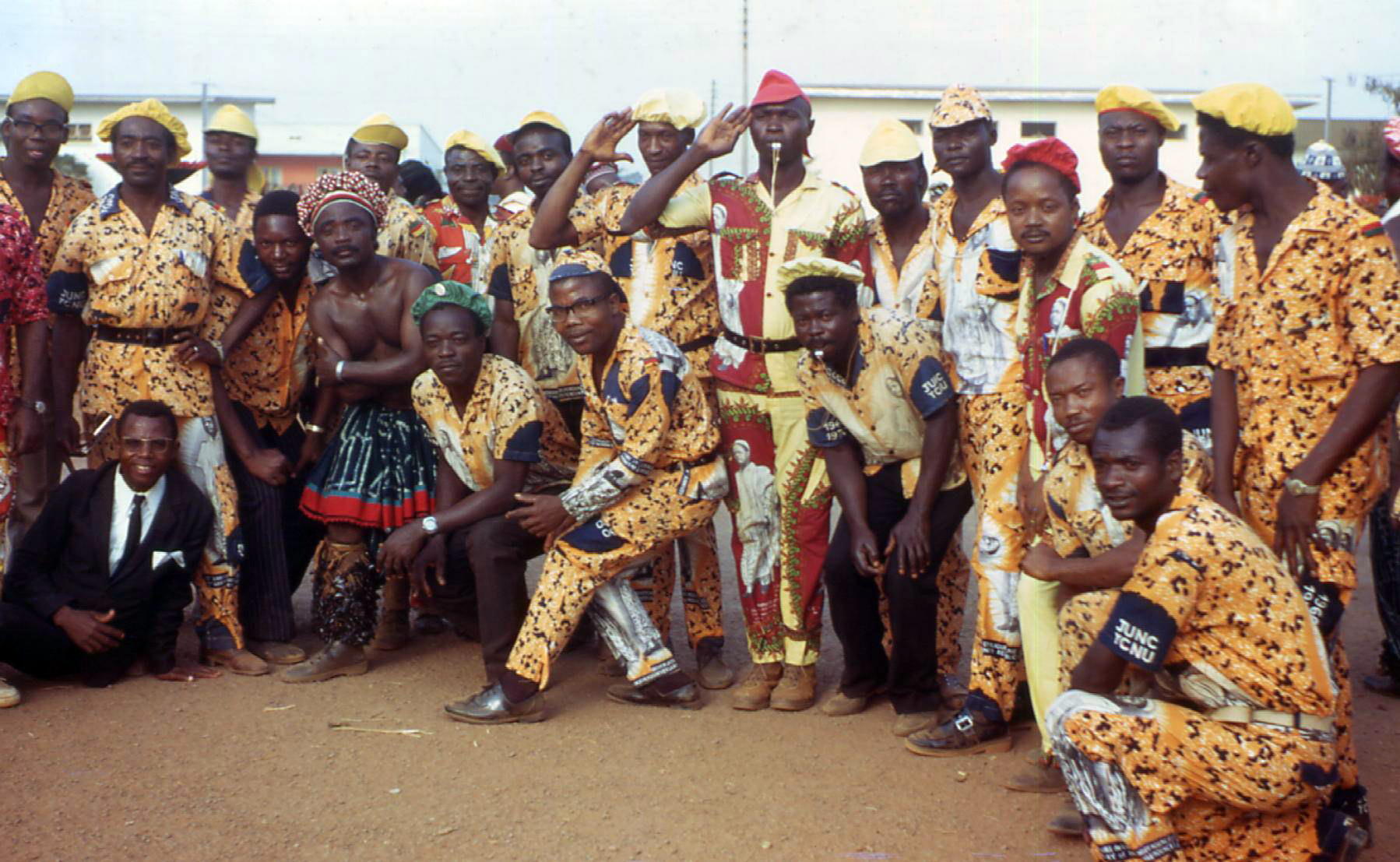
Service d'ordre de l'UNC en janvier 1973 à Yaoundé.

La transformation de l'UNC en parti unique conduit le pouvoir à craindre une infiltration de celui-ci par des éléments subversifs. Dès le mois d'aout 1965 1965, Ahidjo ordonne aux responsables locaux du parti de mener des « purges » avec le soutien de la Sureté fédérale. Les rivalités internes entre différents « clans » entrainent par ailleurs parfois des rixes violentes.entre responsables. L'assassinat de mars 1965 du sous-préfet de Bazou Joseph Mbeng, la tentative d'assassinat de John Ngu Foncha ou encore l'arrestation du maire de Bafang, Jean Mbouende, aussitôt soumis à la torture, en sont quelques illustrations.
Si l'UNC est conçue avant tout comme une machine d'encadrement et de propagande, elle peut aussi être employée pour la surveillance et la répression. À partir de 1965, une coopération croissante entre l'appareil du parti et celui de l'armée est amorcée. Cette collaboration se traduit par la présence de militaires aux échelons supérieurs du parti et par la transformation partielle de celui-ci en organisation paramilitaire pour combattre l'UPC dans le cadre de la guerre civile.
En août 1983, le successeur d'Ahidjo, Paul Biya, président du Cameroun, devint chef de l'UNC. Lors de son congrès de 1985, le parti politique changea de nom pour prendre celui de Rassemblement démocratique du peuple camerounais (RDPC).

## Congrès
Le 3e congrès se déroule du 12 au 17 février 1980 à Bafoussam. Le Président Ahidjo y prononce un discours d'ouverture visionnaire, où il annonce que le pays aura dépassé 40 millions d'habitants en 2025 — en 2025, le pays compte réellement une trentaine de millions d’habitants.